# 工人阶级 (报纸)
《工人阶级》（葡萄牙語：A Classe Operária）是巴西的一份左翼报纸。1925年，巴西共产党创办该报，作为该党的机关报。1962年，巴西共产党改名为巴西的共产党，该报又成为新成立的巴西共产党的机关报，发行至今。